# Gunung Cidop
Gunung Cidop är ett berg i Indonesien.   Det ligger i provinsen Aceh, i den västra delen av landet, 1 800 km nordväst om huvudstaden Jakarta. Toppen på Gunung Cidop är 483 meter över havet.
Terrängen runt Gunung Cidop är varierad, och sluttar norrut. Runt Gunung Cidop är det mycket glesbefolkat, med 2 invånare per kvadratkilometer. I omgivningarna runt Gunung Cidop växer i huvudsak städsegrön lövskog.